# Carbon Based Lifeforms
Carbon Based Lifeforms – szwedzki zespół muzyczny, założony w 1996 roku w Göteborgu przez Johannesa Hedberga i Daniela Segerstada (ur. jako Ringström, używającego również nazwiska Vadestrid), grający muzykę z pogranicza ambient, acid i techno.

## Historia
Johannes Hedberg i Daniel Segerstad (obaj urodzeni w 1976 roku) spotkali się już w wieku 15 lat. W 1996 roku założyli zespół Carbon Based Lifeforms (CBL), traktowany początkowo jako projekt poboczny zespołu Notch, w którym grali razem z Mikaelem Lindqvistem. Wydany w 1998 roku album The Path (początkowo wydany jako album Notch) łączył w sobie nastrojowe syntezatory, downtempowe bity, acidowe basy z Rolanda TB-303, brzmienie didgeridoo i nagrania w plenerze. Album został wydany pod szyldem CBL jako The Phat #000001/The Phat #000002 online w 1999 roku.
Muzyka wykonywana przez zespół trudno poddaje się klasyfikacjom, najbliższy jej opis to połączenie takich gatunków jak acid i techno; stosuje się też termin acid/ambient, być może w nawiązaniu do pioniera gatunku ambient, Briana Eno. W 1999 roku CBL wspólnie z Magnusem Birgerssonem skomponowali muzykę do projektu „Fusion” szwedzkiego tancerza Olofa Perssona. W 2002 roku zespół podpisał kontrakt z wytwórnią Ultimae Records; dwa pierwsze albumy wydane pod jej szyldem: Hydroponic Garden (2003) i World of Sleepers (2006) zostały dobrze przyjęte przez znawców sceny ambient. Pierwszy z nich okazał się przełomowy. Zawarte na nim utwory cechują się wielką starannością, łącząc w sobie elementy ambient trance, pozbawiony beatów ambient, electro i euro ambient techno z plamami szumu, zakłóconymi transmisjami radiowymi i ulotnymi dodatkami głosowymi. Utwór „MOS 6581” przywołuje na myśl kunsztownie ułożone, płynne harmonie Tangerine Dream, urozmaicone trip hopowa perkusją, z kolei „Proton/Electron” z World of Sleepers stanowi przykład acid house’owego brzmienia Rolanda 303.
27 i 28 listopada 2009 roku zespół po raz pierwszy wystąpił w kopułowej hali Cosmonova, należącej do Naturhistoriska riksmuseet w Sztokholmie. Prezentowanej przez nich muzyce towarzyszyły efekty wizualne wyświetlane na mierzącej 760 m² kopule. Autorem wizualizacji, będącej plastyczną interpretacją muzyki zespołu, był astronom i producent z Cosmonovy, Tom Callen. Moc aparatury nagłośnieniowej wynosiła 15 000 watów.
Po przerwaniu sesji nad trzecim albumem w 2009 roku, w 2010 roku ukazał się mniej acidowy album duetu, Interloper, a Ringström był już wtedy znany jako Daniel Segerstad. Interloper wraz ze swoimi poprzednikami tworzy swego rodzaju trylogię, gdzie każdy kolejny krążek wydaje się zaczynać od miejsca, w którym skończył się jego poprzednik.
W 2011 roku Carbon Based Lifeforms przestawili się na pozbawioną bitów muzykę ambient, wydając swój czwarty album, Twentythree, a także godzinny utwór drone VLA. Pierwsza ścieżka dźwiękowa duetu, do thrillera Refuge, została wydana przez wytwórnię Leftfield Records w 2013 roku. W 2015 roku duet podpisał kontrakt z wytwórnią Blood Music i rozpoczął remastering swoich wcześniejszych albumów w celu wydania ich w wersji winylowej. 
Remasterowane albumy w wersji elektronicznej oraz nowe albumy także na płytach CD i płytach winylowych, począwszy od kompilacji ALT:02 z 2021 roku, wydawane są przez wytwórnię Leftfield Records, której twórcą jest Daniel Segestrad.
W marcu 2022 roku Daniel Segerstad ogłosił na oficjalnej stronie Carbon Based Lifeforms na Instagramie, że ukończył pierwszy szkic książki o historii zespołu. Jej roboczy tytuł to The Path to Derelicts.

## SYNC24
W 2007 roku Daniel Segerstad postanowił zrealizować solowy projekt pod pseudonimem SYNC24. Powodem był zamiar samodzielnego opracowania pomysłów, które nie zmieściły na albumie Hydroponic Garden. Ponieważ wytwórnia Ultimate Records wyraziła chęć ich wydania, muzyk przystąpił do realizacji projektu, tym bardziej, że po wydaniu albumu World Of Sleepers doszły nowe pomysły muzyczne. Wyjaśniał, że wprawdzie praca w zespole jest bardziej twórcza, ale czasami może też ograniczać. Rezultatem jego działań był debiutancki album Source, wydany w 2007 roku. Pewne pomysły, których nie zrealizował przy jego nagrywaniu, oraz nowe koncepcje doprowadziły go do nagrania w 2012 roku kolejnego albumu, Comfortable Void. Muzyk postanowił też założyć własną wytwórnię płytową, Leftfield Records (od nazwy jego firmy Leftfield AB), wydając pod jej szyldem kompilację swoich nagrań z lat 1996–2002, zatytułowaną Ambient Archive [1996-2002] oraz album Ägget (2013), wspólne dzieło CBL i Solar Fields, występującymi tu pod pseudonimem T.S.R.. Wydawnictwo remasterowało następnie wszystkie albumy CBL i SYNC24 oraz od 2021 rozpoczęło wydawanie nowych wydawnictw zarówno SYNC24, jak i CBL.

## Muzyka

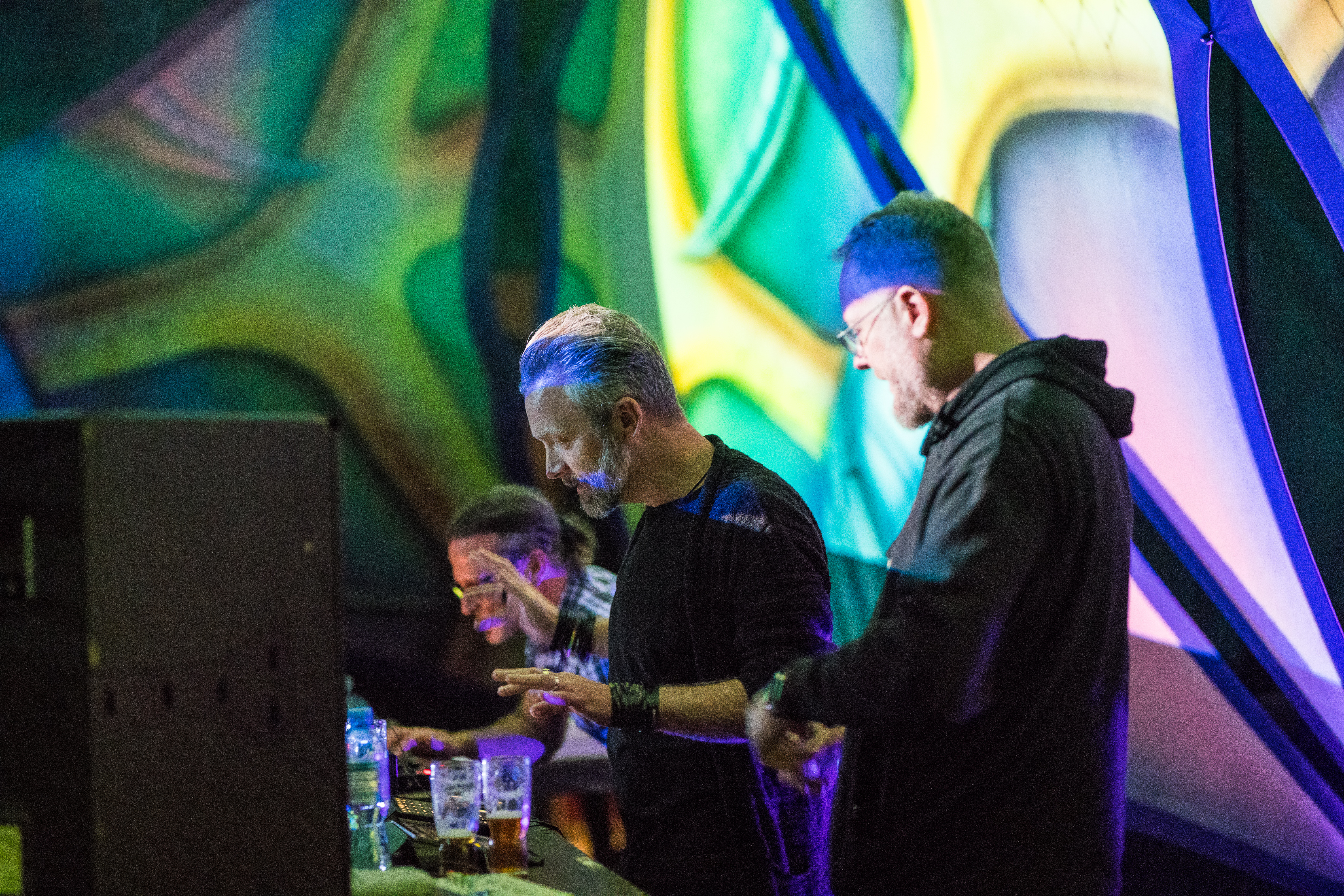
Carbon Based Lifeforms podczas koncertu w klubie Progresja (Warszawa, 25 września 2021)

Johannes Hedberg tworzy bloki dźwięków i harmonii, które Daniel Segerstad uzupełnia rytmami  przenosząc pomysły na ścieżki. Do tworzenia dźwięków muzykom służy syntezator Roland TB-303. Dzięki synergii swoich pomysłów osiągają cel, jakim jest w ich muzyce integracja ziemi i przestrzeni. Główną ich inspiracją jest połączenie cech szwedzkiej natury (śnieżna i zlodowacona Laponia w porze zimowej, czy wzgórza Dalarny podczas krótkich, ciepłych, letnich nocy) oraz technologii. Muzycy w czasie swej działalności starają się promować takie wartości jak ekologia, ochrona środowiska, świadomość globalnych zmian klimatycznych i znaczenia zrównoważonego rozwoju.

## Występy
Carbon Based Lifeforms występował w klubach i na festiwalach, między innymi w: Anglii, Rosji, Włoszech, Niemczech, na Węgrzech i w Grecji.
Kilkukrotnie zespół wystąpił również w Polsce, między innymi 1 czerwca 2019 roku w warszawskim klubie Progresja

## Dyskografia

### Albumy
- 1998 – The Path (jako Notch)[10]
- 1999 – The Phat #000001 / The Phat #000002 (jako CBL)[11]
- 2003 – Hydroponic Garden (jako CD i digital download)[12]
- 2006 – World of Sleepers (jako CD i digital download)[13]
- 2010 – Interloper (2010 jako CD, 2015 jako digital download)[14]
- 2011 – VLA (jako digital download)[15]
- 2011 – Twentythree (jako CD)[16]
- 2013 – Refuge (Original Motion Picture Soundtrack) (2013 jako CD i digital download; 2014 jako CD i digital download)[17]
- 2014 – The Path (wznowienie debiutanckiego albumu; wydawnictwo własne)[18]
- 2017 – Derelicts[19]
- 2021 – Stochastic[20]
- 2023 – Seeker[21]
- 2023 - Live at Ozora 2022[22]

### EP-ki (jako CD i download)
- 2008 – Irdial (2008 jako EP oraz digital download; 2013 wznowienie jako EP oraz digital download[23]
- 2016 - Mos 6581 Remixes[24]
- 2016 - Photosynthesis Remixes[25]
- 2021 - 20 Minutes (także jako winyl)[26]
- 2023 - Seeker (także jako winyl)[27]

### Kompilacje
Utwory Carbon Based Lifeforms pojawiły się na 18 różnych kompilacjach, wydanych w latach 2002–2015